# Let the Bad Times Roll (cançó)
«Let the Bad Times Roll» és el trentè senzill de la banda californiana The Offspring. Fou estrenada el 23 de febrer de 2021 com a segon senzill de l'àlbum homònim.
Fou composta originalment l'any 2019 i enregistrada el 2020 per aquest mateix àlbum. Té un caire sociopolític sobre el funcionament de la societat, del discurs polític en l'època en la qual fou escrita, i especialment sobre Donald Trump.
El videoclip fou estrenat el 25 de març de 2021, un mes després de la publicació de la cançó. Es tracta d'una exageració del mode de vida durant els confinaments per la COVID-19, on els personatges experimenten situacions molt estranyes i aterradores mentre estan tancats a casa.
La cançó va ocupar el primer lloc de la llista Mainstream Rock Tracks, esdevenint la tercera cançó de la banda després de «Gone Away» (1997) i «Coming for You» (2015).

## Llistat de cançons
| Núm. | Títol                    | Durada |
| ---- | ------------------------ | ------ |
| 1.   | «Let the Bad Times Roll» | 3:18   |

## Crèdits
- Dexter Holland – cantant, veus addicionals, guitarra rítmica, baix
- Noodles – guitarra solista, veus addicionals
- Josh Freese – bateria
- Jason «Blackball» McLean – veus addicionals